# Ecnomus myallensis
Ecnomus myallensis är en nattsländeart som beskrevs av Cartwright 1990. Ecnomus myallensis ingår i släktet Ecnomus och familjen trattnattsländor. Inga underarter finns listade i Catalogue of Life.